# Sosnivka, Iarmolînți
Sosnivka (în ucraineană Соснівка) este o comună în raionul Iarmolînți, regiunea Hmelnîțkîi, Ucraina, formată numai din satul de reședință.

## Demografie
Componența lingvistică a comunei Sosnivka
     Ucraineană (98,02%)
     Rusă (1,62%)
Conform recensământului din 2001, majoritatea populației comunei Sosnivka era vorbitoare de ucraineană (98,02%), existând în minoritate și vorbitori de rusă (1,62%).